# Richard Stark (Politiker)
Richard Stark (* 8. März 1903 in Lübeck; † 5. November 1991 in Mannheim) war ein deutscher Politiker der SPD und der KPD.

## Leben und Beruf
Stark wuchs in Lübeck auf. Nach dem Besuch der Volks- und Mittelschule absolvierte er eine Lehre zum Schlosser. 1920 schloss er sich dem Deutschen Metallarbeiter-Verband an, im Jahr darauf zog er als Schlossergeselle auf Wanderschaft durch Deutschland und Italien. 1924 besuchte er das Technikum in Hamburg, wo er zwei Jahre später ein Ingenieurdiplom erhielt. Daraufhin war er zunächst als Konstrukteur und Ingenieur im Schiffsbau tätig, bei der AG Weser in Bremen sowie bei der Vulkan-Werft in Hamburg. 1929 wechselte er als Ingenieur ins Mannheimer Werk von Brown, Boveri & Cie.
Nach einer Haftentlassung 1935 weigerte sich das Arbeitsamt, dem arbeitslosen Stark eine Stelle zu vermitteln, da er als „politisch unzuverlässig“ galt. Im Januar 1936 trat er schließlich eine Stelle als Ingenieur bei den Nordseewerken in Emden an, im August desselben Jahren kehrte er zu BBC nach Mannheim zurück.
Am 1. September 1939, mit Beginn des Zweiten Weltkriegs, wurde Stark für zwei Tage in sogenannte Schutzhaft genommen. Nachdem er zunächst als „wehrunwürdig“ vom Dienst in der Wehrmacht ausgeschlossen wurde, wurde er 1944 doch noch eingezogen und diente bis zum Kriegsende im Mai 1945.
1953 wurde Stark zum Vorsitzenden der Vereinigung der Verfolgten des Naziregimes in Mannheim gewählt.

## Politik
1917 schloss sich Stark der Sozialistischen Arbeiterjugend an, 1924 der SPD. 1931 wechselte er in die KPD, nachdem er im Jahr zuvor bereits in die Rote Hilfe eintrat. Ab 1933 war Stark für seine Partei illegal tätig und verbreitete heimlich Schriften. Am 27. April 1933 wurde er deswegen verhaftet und kam in Hamburg in Untersuchungshaft. Am 20. August 1934 wurde er vom Volksgerichtshof in Berlin zu zwei Jahren Haft wegen „Vorbereitung zum Hochverrat“ verurteilt. Die Haft verbrachte er im KZ Fuhlsbüttel, am 20. Juni 1935 wurde er vorzeitig aus dieser entlassen.
Nach dem Krieg kehrte Stark in die Politik zurück, 1945 wurde er Vorsitzender der KPD Neckarstadt-Ost, 1946 gehörte er zunächst der Vorläufigen Volksvertretung und danach der Verfassunggebenden Landesversammlung für Württemberg-Baden an. 1948 zog er in den Mannheimer Gemeinderat ein.